# بات سوليفان (لاعب كرة قدم)
بات سوليفان هو لاعب كرة قدم كندي في مركز الدفاع، ولد في 20 مارس 1971 في بلفاست في المملكة المتحدة. لعب مع Durham Flames ‏.